# Evaristo de Moraes Filho
Evaristo de Moraes Filho (* 5. Juli 1914 in Rio de Janeiro; † 22. Juli 2016 ebenda) war ein brasilianischer Rechtsanwalt, Hochschullehrer und Schriftsteller, der zwischen 1984 und 2016  Mitglied der Academia Brasileira de Letras (ABL) war.

## Leben
Evaristo de Moraes Filho, Sohn des Rechtsanwalts und Historikers Antônio Evaristo de Moraes sowie dessen Ehefrau Flávia Dias de Moraes, besuchte die Grundschule Escola Pública Nilo Peçanha sowie das Gymnasium Ginásio 28 de setembro in São Cristóvão, ein Stadtteil von Rio de Janeiro. 1933 begann er ein Studium der Rechtswissenschaften an der Juristischen Fakultät der Universidade Federal do Rio de Janeiro (UFRJ), das er 1937 mit einem Bachelor beendete. Zu seinen Kommilitonen gehörten Alzira Vargas, Tochter des Staatspräsidenten Getúlio Vargas, der spätere Landwirtschafts- und Arbeitsminister Arnaldo Süssekind sowie der nachmalige Arbeitsminister Benjamin Eurico Cruz. Neben seinem Studium begann er 1934 seine berufliche Tätigkeit im Ministerium für Arbeit, Industrie und Handel, in dem er bis 1940 als Sekretär der Gemeinsamen Vermittlungskommission tätig war. Als solcher verfasste er 1938 einen Entwurf zur Reform der Arbeit dieser Kommission. 1946 erschien mit Profetas de um mundo que morre sein Hauptwerk.
Nach einer darauf folgenden Tätigkeit als Rechtsanwalt war Moraes Filho zwischen 1946 und 1948 Technischer Assistent des Generaldirektors der Nationalbibliothek, Rubens Borba de Moraes, sowie im Anschluss von 1948 bis 1951 Technischer Assistent von  Arbeitsminister Honório Fernandes Monteiro sowie ab 1950 von dessen Nachfolger Marcial Dias Pequeno. Während dieser Zeit erwarb er nach einem postgradualem Studium an der Universidade Federal do Rio de Janeiro ein Lizentiat im Fach Philosophie. Er war zwischen 1951 und 1957 als Staatsanwalt für Arbeitsrecht tätig und wurde als solcher 1952 Mitglied der Kommission, die für die Erarbeitung eines Entwurfs für eine Arbeitsprozessordnung zuständig war. 1953 wurde er vom Justizminister zusammen mit dem früheren Generalstaatsanwalt Oscar Saraiva mit der Erarbeitung eines Entwurfs für das Streikrecht beauftragt. 1953 erwarb er sowohl einen Doktor der Rechte als auch einen Doktor der Sozialwissenschaften. Nach verschiedenen Tätigkeiten trat er im Dezember 1966 als Oberstaatsanwalt für Arbeitsrecht in den Ruhestand. 1986 wurde er Mitglied der von Afonso Arinos de Melo Franco geleiteten Kommission (Comissão Provisória de Estudos Constitucionais), die die Verfassung von 1988 erarbeitete. Er war Mitglied zahlreicher kultureller und rechtlicher Vereinigungen in Brasilien sowie im Ausland und hatte zahlreiche Funktionen in der Lehre inne.
Evaristo de Moraes Filho wurde als Nachfolger von Alceu Amoroso Lima am 15. März 1984 Mitglied der Academia Brasileira de Letras (ABL), in der er den nach José Mará da Silva Paranhos benannten 40. Sitz einnahm. Nach seinem Tode im Alter von 102 Jahren wurde der Wirtschaftswissenschaftler Edmar Bacha sein Nachfolger auf dem Cadeira 40 der Academia Brasileira de Letras. Aus seiner Ehe mit Hileda Flores de Moraes gingen mehrere Kinder hervor.

## Veröffentlichungen
- Francisco Sanches na renascença portuguêsa, Rio de Janeiro 1953
- Introdução ao direito do trabalho, Rio de Janeiro 1956
- La sociología de los opúsculos de Augusto Comte, Mexiko-Stadt 1957
- O ensino da filosofia no Brasil, Rio de Janeiro 1959
- Sucessão nas obrigações e a teoria da emprêsa, Rio de Janeiro 1960
- Tratado elementar de direito do trabalho, Rio de Janeiro 1960
- A justa causa na rescisão do contrato de trabalho, Rio de Janeiro 1968
- Pareceres de direito do trabalho, São Paulo 1976
- Temas atuais de trabalho e previdência, São Paulo 1976
- As idéias fundamentais de Tavares Bastos, Rio de Janeiro 1978
- O problema do sindicato único no Brasil. Seus fundamentos sociológicos, São Paulo 1978
- Um atentado à liberdade. Lei de segurança naciona, Rio de Janeiro 1982
- Direito do trabalho. Páginas de história e outros ensaios, São Paulo 1982
- O direito e a ordem democrática, São Paulo 1984
- Medo à utopia. O pensamento social de Tobias Barreto e Sílvio Romero, Rio de Janeiro 1985
- O direito de greve e a constituição, Rio de Janeiro 1987
- O deputado Rui Barbosa, Rio de Janeiro 1987
- Caso Bateau Mouche. Apelação criminal no. 144/91 : memorial da defesa, Rio de Janeiro 1991
- Temas de liberalismo e federalismo no Brasil, 1991
- Do contrato de trabalho como elemento da empresa, São Paulo 1993
- Trabalho a domicílio e contrato de trabalho, São Paulo 1994
- Sem medo da utopia. Evaristo de Moraes Filho, arquiteto da sociologia e do direito do trabalho no Brasil, São Paulo 2007